# Bałkan (motocykl)

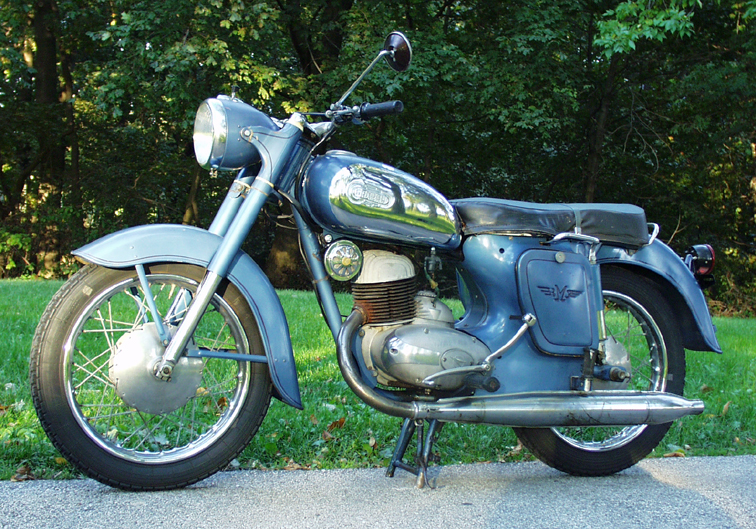
Bałkan 250 cm³

Bałkan – marka bułgarskich motocykli i motorowerów produkowanych w latach 1957–1975 przez przedsiębiorstwo Bałkan w Łoweczu.
Modele były produkowane w trzech pojemnościach silnika – 50, 75, 250 cm³. Świetnie sprawdzały się jak na swoje czasy.

## Bałkan 250 cm³
Model ten z pojemnością skokową 250 cm³ posiada 12,5 KM (9,3 kW) przy 4800 obr./min. Jego masa wynosi 150 kg, a ładowność sięga 290 kg. Proporcja mieszaniny benzyny do oleju wynosi 1:25. Bak ma 13 l pojemności. Maksymalną prędkość rozwija do 110 km/h. Silnik ma generator do zasilania układu elektrycznego i baterii. Motocykl ma manualną czterobiegową skrzynię biegów.